# HMAS Diamantina (K377)
Pour les autres navires du même nom, voir HMAS Diamantina.
Le HMAS Diamantina (K377 / F377 / A266 / GOR266) est une frégate de classe River ayant servi dans la Royal Australian Navy (RAN). Son nom fait référence à la rivière Diamantina dans le Queensland. Construite dans les années 1940, Elle est utilisée de 1945 à 1946 puis placée dans la réserve et reconvertie afin de servir de navire océanographique de 1959 à 1980.
À partir de cette date, elle a été exposée au musée maritime du Queensland où elle est utilisée en tant que navire musée. Il s'agit de la dernière frégate datant de la Seconde Guerre mondiale à avoir quitté le service de la RAN et, c'est la seule parmi les 151 navires de sa classe, qui ont servi dans 19 marines, à avoir été préservée en tant que navire musée. 

## Construction et caractéristiques
Le Diamantina est construit dans les chantiers de la Walkers Limited à Maryborough dans le Queensland et est lancé le 6 avril 1944. Il est armé au sein de la RAN le 27 avril 1945 à Hervey Bay et est immatriculé sous le numéro K377. Il s'agit de l'une des 8 frégates de classe River construites pour la RAN durant le second conflit mondial. 
Elle a un déplacement en charge de 2 120 tonnes et un déplacement lège armé  de 1 420 tonnes. Elle est équipée d'un moteur à triple expansion entrainant deux hélices avec une puissance de 5 500 chevaux. Elle a un rayon d'action de 9 593 km à 12 nœuds et une vitesse de pointe de 20 nœuds.

## Historique des opérations

### 1945-1946

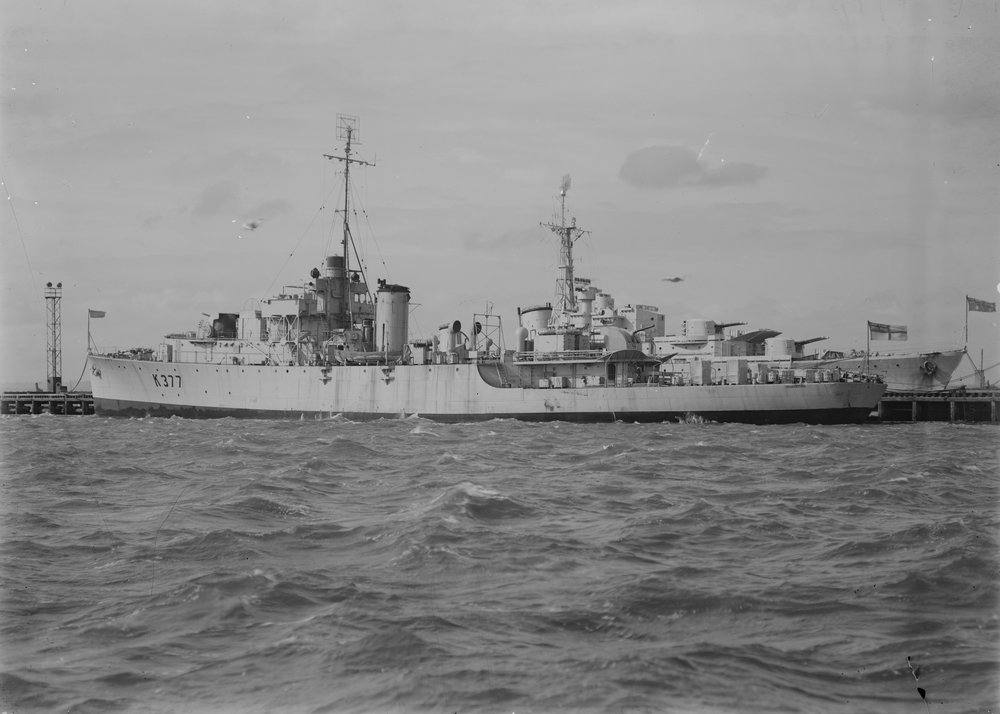
Le Diamantina dans les années 1940

Le Diamantina est chargé de tirs d'appuis en soutien de l'Australian Army à Bougainville en juillet et août 1945 puis achemine le lieutenant-général Masatane Kanda et le vice-amiral Tomoshige Samejima, officier du haut commandement japonais afin qu'ils assistent à la reddition de Torokina le 8 septembre 1945. La frégate est aussi utilisée lors des redditions des forces occupantes de Nauru (13 septembre 1945) et d'Ocean island (1er octobre), les deux cérémonies se déroulant à son bord.
Le navire retourne ensuite en Australie, arrivant à Sydney le 13 décembre avec 86 passagers à son bord. Le navire reste ensuite à quai jusqu'au 1er février 1946 puis repart avec pour mission de patrouiller les eaux néo-guinéennes. Il retourne à Sydney le 14 juin et est placé dans la réserve le 9 août 1946.

### 1959-1980
Le navire est réarmé en tant que navire océanographique le 22 juin 1959. On lui octroie successivement les matricules F377, A266, et GOR266. Après avoir achevé avec succès sa première mission en juillet, il entame son premier voyage au long cours le 20 août. Le 20 septembre, son équipage mène la première étude scientifique des îles Montebello après l'opération Hurricane, un test atomique dans le lagon des îles. Le  navire est ensuite dirigé vers l'île Christmas pour mener la première étude de ses eaux. 
L'opération océanographique la plus notoire menée à partir de ce navire est la découverte de la zone la plus profonde de l'océan Indien nommé Diamantina Deep en son honneur. 
Basé à Fremantle, le Diamantina poursuit ses missions jusqu'en 1980.

## Désarmement et conservation

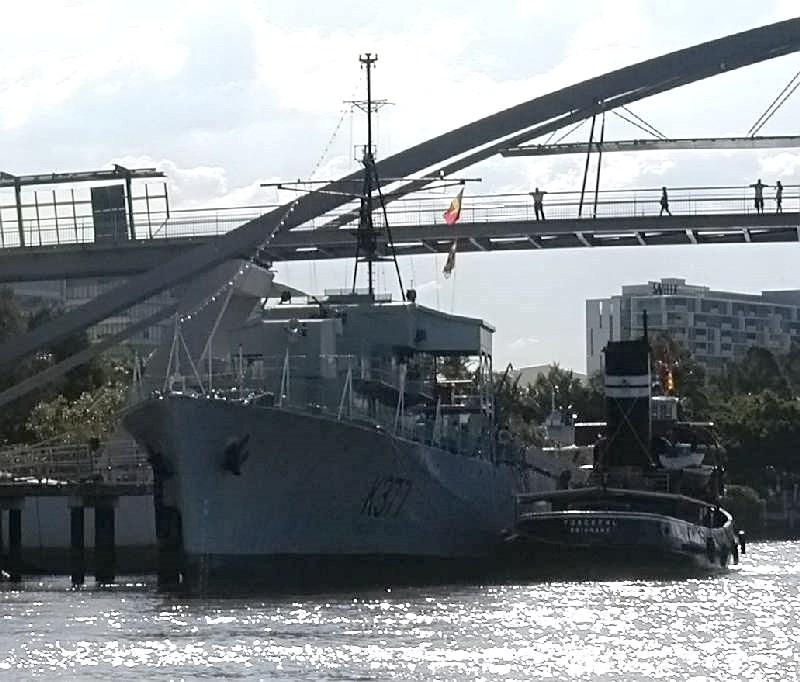
Le Diamantina exposé sous le Goodwill Bridge à Brisbane à la suite de son désarmement.

Le Diamantina quitte le service de la RAN le 29 février 1980, il s'agit alors du dernier navire australien datant de la guerre encore en fonctionnement. La marine en fait don au Queensland Maritime Museum (en) où il est exposé dans une cale sèche, avec le bateau-phare CLS2 Carpentaria, le long du fleuve Brisbane dans le sud de Brisbane
En mars 2006, le navire est remorqué dans la rivière afin de permettre d'effectuer des réparations dans une forme, qui était inondée depuis 1998 en raison du mauvais état des joints. Il est de nouveau placé en cale sèche en juillet 2006.